# EFootball (série de jeux vidéo)
eFootball est une série de jeux vidéo de simulation de football associatif développés et publiés par Konami. Il a été entièrement rebaptisé par rapport à la série originale Pro Evolution Soccer (connue sous le nom de Winning Eleven au Japon). La première année du jeu, intitulée eFootball 2022, est sortie le 30 septembre 2021. Elle a ensuite été remplacée par la deuxième année du jeu, eFootball 2023, le 25 août 2022 et la troisième année du jeu, eFootball 2024, le 7 septembre 2023. 
Ce jeu fait partie du Championnat du Monde et de la Ligue Europa du Nord et de l'Est (NEEC) de la Fédération internationale d'esport. La série eFootball est reconnue en eSport pour son championnat du monde officiel du jeu, la PES League. Depuis l'édition 2020, elle est renommée en eFootball Open et fait partie de l'eFootball League.
eFootball fait partie des trois franchises vidéoludiques de simulation sportive les plus vendues de l'histoire avec plus de 106,8 millions d'exemplaires, derrière son concurrent FIFA Football (260 millions) et la série Madden NFL (130 millions), toutes deux produites par Electronic Arts, et devant la série NBA 2K de Take-Two Interactive (80 millions),,.

## Développement
Le 21 juillet 2021, Konami a publié une vidéo de six minutes révélant le nouveau jeu. L'annonce a révélé que la marque Pro Evolution Soccer avait été abandonnée.
Le jeu est sorti sur PlayStation 4, PlayStation 5, Microsoft Windows, Xbox One et Xbox Series le 30 septembre 2021.  Il a été construit à l'aide d'Unreal Engine 4 pour la première fois dans la franchise.
Le 8 octobre 2021, Konami a annoncé qu'il publierait une nouvelle mise à jour avec des correctifs pour les problèmes du jeu le 28 octobre 2021. La mise à jour a été retardée et la sortie reportée à novembre 2021. Konami a ensuite lancé la mise à jour 0.9.1 le 5 novembre et a annoncé que la sortie de la mise à jour 1.0 avait été retardée jusqu'au printemps 2022. La version 1.0.0 d'eFootball 2022 a finalement été annoncée le 6 avril 2022, avec une date de sortie le 14 avril 2022.
Le 31 mai 2022, Konami a annoncé sa feuille de route pour le reste de 2022 jusqu'en 2023 pour des fonctionnalités telles que la Master League et le nombre d'équipes pouvant être utilisées en mode hors ligne, qui seront toutes publiées sous forme de contenu payant. Cependant, depuis mai 2024, des fonctionnalités telles que Master League et Edit Mode n'ont pas été publiées sur PC ou consoles, et aucune autre annonce n'a été faite par Konami.

## Réception
Au lancement, eFootball 2022 a été critiqué par les critiques et les joueurs, qui ont critiqué les graphismes « atroces », le manque de contenu, le moteur lent et les commandes capricieuses. Avec 92 % de critiques négatives, il est devenu le jeu le moins bien noté sur Steam un jour après son lancement, et le jeu le moins bien noté de 2021 sur l'agrégateur d'avis Metacritic. Konami s'est excusé plus tard pour les nombreux problèmes du jeu et a déclaré qu'ils travailleraient à l'améliorer. Une mise à jour majeure « 1.0 », visant à résoudre bon nombre de ces problèmes, a été publiée le 14 avril 2022 sur PC et consoles.

## Aperçu des versions
| Titre          | Première sortie   | Numéro(s) de version     | 8e génération | 9e génération        | PC      | Smartphone   |
| -------------- | ----------------- | ------------------------ | ------------- | -------------------- | ------- | ------------ |
| eFootball 2022 | 30 septembre 2021 |                          | PS4, Xbox One | PS5, Xbox Series X/S | Windows | Android, iOS |
| eFootball 2023 | 25 août 2022      | v2.6.0 (8 juin 2023)     | PS4, Xbox One | PS5, Xbox Series X/S | Windows | Android, iOS |
| eFootball 2024 | 7 septembre 2023  | v3.3.0 (25 janvier 2024) | PS4, Xbox One | PS5, Xbox Series X/S | Windows | Android, iOS |

## Système de jeu
La série est un jeu de football orienté simulation. Le joueur peut contrôler soit une équipe entière, soit un joueur sélectionné ; les objectifs coïncident avec les règles du football associatif. Différents modes de jeu sont propres à la série, permettant une variété de gameplay, y compris les modes Kick Off, Online et Offline. En plus de ces modes, il existe un mode d'édition qui permet au joueur de résoudre (dans une certaine mesure) le plus gros problème de la série, à savoir l'absence de licences.

### Mode de jeu
- Coup d'envoi : Regroupe tous les modes de jeux hors-ligne.
- eFootball : Regroupe tous les modes de jeux en ligne
- Ligue des Masters : Mode de jeu emblématique de la série apparu en 1998. Il donne à l'utilisateur le contrôle d'une équipe qu'il doit faire progresser. Soit avec des joueurs fictifs qu'il faudra améliorer ou échanger contre de meilleurs joueurs (en échanges de points) sois avec une équipe réel. Les points se gagnant en remportant des matchs, des coupes et des championnats. Certains anciens joueurs fictif comme l'attaquant brésilien Castolo, sont devenus des figures culte pour beaucoup de joueurs de la Master League[18].
- MyClub : Apparu en 2015, ce mode de jeu en ligne permet de créer une équipe de joueurs inconnus, et de constituer au fur et à mesure des matchs une équipe avec des joueurs expérimentés voir légendaires[19].
- Vers une légende : Mode de jeu où l'on incarne un seul joueur.

### Patchs et licences manquantes
Chaque année, des correctifs sont proposés afin de combler l'absence de licence, d'actualiser les listes de transferts et des statistiques des joueurs. Ces patchs éditent le code du jeu et modifient le contenu graphique en incluant des kits pour les équipes sans licence. Avec de nouveaux stades et de nouveaux ballons (Nike, Puma, Umbro, Mitre et Adidas). Les blasons d'équipes et les logos des différentes ligues européennes contiennent également des kits sous licence de la FIFA.
Ces correctifs constituent techniquement une violation du droit d'auteur et sont souvent vendus illégalement dans les territoires du Moyen-Orient et de l'Asie. Konami est devenu moins tolérant à l'égard de ce type d'édition de fans ces dernières années, et chiffre désormais les données relatives aux kits et aux statistiques des joueurs dans chaque nouvelle version. Cependant, les communautés de fans trouvent invariablement des moyens de décrypter ce chiffrement, et des correctifs apparaissent encore.
Il existe dans le jeu plusieurs ligues vides qui peuvent être éditées intégralement. Ces ligues permettent généralement d'être transformées en championnat manquant comme la Bundesliga, la MLS ou une autre ligue de son choix par les fabricants de patchs.

#### Compétitions importantes licenciées
- UEFA EURO: Championnat d’Europe des nations
- Série A : la ligue était, jusqu'en 2018, exclusive à Electronic Arts. Mais les clubs italiens bénéficient d'une autonomie de leurs droits, ce qui a permis à Konami de négocier individuellement avec chacun d'eux. Aujourd'hui, la Série A est présente dans les deux jeux sous licence officielle, mais Konami possède, par rapport à Electronic Arts, un panel plus fourni de clubs de Série A (exclusivité avec la Juventus, L' AS Rome et la Lazio)[20].
- Ligue 1 : depuis PES 6, la Ligue 1 est entièrement licenciée dans la série. Cependant, seul l'AS Monaco a vu son stade modélisé dans les jeux de la fin des années 2000 et depuis PES 2019.

#### Compétition importantes non licenciées
- UEFA Champion's League : les droits exclusifs sont attribués à Electronic Arts depuis 2018.
- Premier League : la ligue ayant signé un partenariat d’exclusivité avec Electronic Arts jusqu'en 2024, Konami est forcé de négocier individuellement avec chaque club. Il n'est cependant permis de ne négocier qu'avec deux clubs maximum. Les clubs sont Arsenal et Manchester United.
- Bundesliga : la ligue allemande a signé un partenariat d’exclusivité avec Electronic Arts jusqu'en 2022, ce qui ne permet pas à Konami d'utiliser les équipes. N'étant pas dans l'accord FIFPro, les joueurs du championnat ne peuvent pas non plus être utilisés dans les jeux. Comme il n'est permis de ne négocier qu'avec trois clubs maximum, seuls les clubs de Schalke 04, du Bayern Munich et du Bayer Leverkusen sont inclus dans le jeu.
- La Liga : la ligue ayant aussi signé un partenariat d’exclusivité avec Electronic Arts jusqu'en 2024 et avec le Real Madrid.

### Commentateur français
- ISS Pro : Olivier Deslandes
- ISS Pro 98 : Olivier Deslandes
- ISS Pro Evolution : Olivier Deslandes et Thierry Fourmi
- ISS Pro Evolution 2 : Olivier Deslandes et Gérard Perron
- PES : Olivier Deslandes (sous le pseudonyme Edgar Bureau) et Gérard Perron
- PES 2 : Cyril Linette et Rémi Garde
- PES 3 : Cyril Linette et Stéphane Guivarc'h
- PES 4 / 5 / 6 : Christian Jeanpierre et Jean-Luc Arribart
- PES 2008 / 2009 : Christian Jeanpierre et Laurent Paganelli
- PES 2010 à PES 2012 : Christophe Dugarry et Grégoire Margotton
- PES 2013 à efootball 2024  : Darren Tulett et Grégoire Margotton
- Depuis efootball 2025 : Xavier Domergue et Loïc Rémy

## Série Pro Evolution Soccer Management
Pro Evolution Soccer Management est un jeu vidéo de management sportif dans le domaine du football édité et développé par Konami en 2006 sur PlayStation 2.
Le joueur dirige un manager dans l'équipe qu'il aura choisie parmi six championnats : Allemagne, Angleterre, Espagne, France, Italie, Pays-Bas.
Les équipes nationales ne sont utilisées que pour des matchs amicaux. Aucune compétition internationale n'est jouable. Il y a six championnats dont trois (Italie, Espagne et Pays-Bas) possèdent une licence officielle.
Le jeu reprend le moteur de Pro Evolution Soccer 5 pour la visualisation des matchs.
| Titre                                        | Date             | Région | Plates-formes |
| -------------------------------------------- | ---------------- | ------ | ------------- |
| Winning Eleven Tactics: J-League             | 12 décembre 2003 | Japon  | PlayStation 2 |
| Winning Eleven Tactics: European Club Soccer | 9 décembre 2004  | Japon  | PlayStation 2 |
| Pro Evolution Soccer Management              | 24 mars 2006     | Europe | PlayStation 2 |

## SérieJ.League Winning Eleven
La série J.League Winning Eleven est une licence de Football ne comprenant que le championnat Japonais de Football
| Titre                                                | Date              | Région | Plates-formes |
| ---------------------------------------------------- | ----------------- | ------ | ------------- |
| J.League Jikkyou Winning Eleven (en)                 | Juillet 1995      | Japon  | PlayStation   |
| J.League Jikkyō Winning Eleven 97 (en)               | Novembre 1996     | Japon  | PlayStation   |
| J.League Jikkyou Winning Eleven 3                    | 1997              | Japon  | PlayStation   |
| J.League Jikkyou Winning Eleven 98-99 (ja)           | Décembre 1998     | Japon  | PlayStation   |
| J.League Jikkyou Winning Eleven 2000                 | June 2000         | Japon  | PlayStation   |
| J.League Jikkyou Winning Eleven 2000 (Version 2)     | Novembre 2000     | Japon  | PlayStation   |
| J.League Jikkyō Winning Eleven 2001 (en)             | Juin 2001         | Japon  | PlayStation   |
| J.League Winning Eleven 5                            | 25 octobre 2001   | Japon  | PlayStation 2 |
| J.League Winning Eleven 6                            | 19 septembre 2002 | Japon  | PlayStation 2 |
| J.League Winning Eleven 8: Asia Championship         | 18 novembre 2004  | Japon  | PlayStation 2 |
| J.League Winning Eleven 9: Asia Championship         | 17 novembre 2005  | Japon  | PlayStation 2 |
| J.League Winning Eleven 10: Europa League 06-07 (ja) | 22 novembre 2006  | Japon  | PlayStation 2 |
| J.League Winning Eleven 2007 Club Championship       | 2 août 2007       | Japon  | PlayStation 2 |
| J.League Winning Eleven 2008 Club Championship (en)  | 2 août 2008       | Japon  | PlayStation 2 |
| J.League Winning Eleven 2009 Club Championship (it)  | 6 août 2009       | Japan  | PlayStation 2 |
| J.League Winning Eleven 2010 Club Championship (en)  | 5 août 2010       | Japon  | PlayStation 2 |

## J.League Winning Eleven Arcade Championship
J.League Winning Eleven Arcade Championship (ja)

## Autres jeux
Arcade
La série Winning Eleven Arcade Championship (ja) contient les jeux suivants :
- Winning Eleven Arcade Game Style
- Winning Eleven Arcade Game Style 2003
- Winning Eleven 2006 Arcade Championship
- Winning Eleven Arcade Championship 2008
- Winning Eleven Arcade Championship 2010
- Winning Eleven Arcade Championship 2012

Game Boy Advance
- Winning Eleven Advance (2001)
- J-League Winning Eleven Advance 2002 (2002)

PlayStation
- ESPN MLS GameNight (en)
- ESPN MLS ExtraTime 2002 (en)

Windows MMO
- Winning Eleven Online (en)